# کنه‌های چوپان
کنه‌های چوپان (نام علمی: Opilioacarus) نام یک سرده از فراراسته چوپان‌کنه‌شکلان است.